# Blake (Familienname)
Blake ist ein Familienname aus dem englischsprachigen Raum.

## Namensträger

### A
- Ackeem Blake (* 2002), jamaikanischer Leichtathlet
- Adam Blake, britischer Schauspieler, Filmproduzent und Synchronsprecher
- Aisling Blake (* 1981), irische Squashspielerin
- Alex Blake (* 1951), US-amerikanischer Jazz-Bassist
- Ally Blake, australische Autorin
- Amanda Blake (1929–1989), US-amerikanische Schauspielerin
- André Blake, deutscher Magier und Illusionist
- Andre Blake (* 1990), jamaikanischer Fußballspieler
- Andrew Blake (* 1947), US-amerikanischer Pornofilmschaffender
- Andrew Blake (Mathematiker) (* 1956), britischer Mathematiker und Informatiker
- Andrew Blake (Rollstuhlbasketballspieler), britischer Rollstuhlbasketballspieler
- Arthur Blake (Mittelstreckenläufer) (1872–1944), US-amerikanischer Mittelstreckenläufer
- Arthur Blake, Geburtsname von Blind Blake (1896–1934), US-amerikanischer Blues-Sänger und -Gitarrist
- Arthur Blake (Hürdenläufer) (* 1966), US-amerikanischer Hürdenläufer

### B
- Barbara Hibbs Blake (1937–2019), amerikanische Säugetierforscherin und Hochschullehrerin
- Ben K. Blake (vor 1920–1954), US-amerikanischer Filmproduzent, Regisseur und Drehbuchautor
- Blind Blake (1896–1934), US-amerikanischer Bluesmusiker
- Blue Blake (* vor 1993), britischer Pornodarsteller und Filmproduzent
- Bobby Blake (* 1957), amerikanischer Pornofilmdarsteller und Baptistenpastor

### C
- Charlotte Blake (1885–1979), US-amerikanische Komponistin
- Chrissy Blake, Ehefrau von Peter Blake (Künstler)
- Christopher Blake (* 1953), australischer Bogenschütze
- Cicero Blake (* 1938), US-amerikanischer Soul-Sänger
- Cyril Blake (1900–1951), britischer Jazzmusiker

### D
- David Blake, kanadischer Jazzmusiker
- Dennis Blake (* 1970), jamaikanischer Leichtathlet
- Dominique Blake (* 1987), jamaikanische 400-Meter-Sprinterin
- Doris Blake (1911–1983), britische Turnerin

### E
- Edward Blake (1833–1912), kanadischer Politiker
- Eli Whitney Blake, Sr. (1795–1886), amerikanischer Erfinder
- Eli Whitney Blake, Jr. (1836–1895), amerikanischer Physiker
- Eli Whitney Blake III (1867–1902), amerikanischer Rechtsanwalt
- Eric Blake (Boxer) (* 1946), britischer Boxer
- Eric Blake (Läufer) (* 1979), US-amerikanischer Marathon- und Bergläufer
- Ernest Blake (1912–2002), britischer Wasserballspieler
- Eubie Blake (1887–1983), US-amerikanischer Pianist und Komponist
- Eugene Carson Blake (1906–1985), US-amerikanischer Theologe

### F
- Flex-Deon Blake (1962–2021), US-amerikanischer Pornodarsteller
- Francis Blake (Erfinder) (1850–1913), US-amerikanischer Erfinder und Fotograf
- Francis Gilman Blake (1887–1952), US-amerikanischer Arzt und Pädagoge
- Francis Stanton Blake (* 1949), US-amerikanischer Manager, siehe Frank Blake
- Francisco Blake Mora (1966–2011), mexikanischer Politiker
- Frank Blake (Francis Stanton Blake; * 1949), US-amerikanischer Manager
- Fred Aaron Blake (* 1968), deutscher Schauspieler

### G
- Geoffrey Blake (Admiral) (1882–1968), britischer Vizeadmiral
- Geoffrey Blake (Leichtathlet) (1914–1991), britischer Leichtathlet
- Geoffrey Blake (Schauspieler) (* 1962), US-amerikanischer Schauspieler
- George Blake (Boxer), US-amerikanischer Boxer
- George Blake (Leichtathlet) (1878–1946), australischer Langstreckenläufer
- George Blake (Schriftsteller) (1893–1961), britischer Schriftsteller
- George Blake (Regisseur) (1917–1955), US-amerikanischer Regisseur, Drehbuchautor und Schauspieler
- George Blake (Geheimagent) (1922–2020), britischer Geheimagent
- Gerard Blake (* 1938), britischer Radrennfahrer
- Gladys Blake (1910–1983), US-amerikanische Schauspielerin
- Gordon A. Blake (1910–1997), US-amerikanischer Geheimdienstmitarbeiter

### H
- Harrison G. O. Blake (1818–1876), US-amerikanischer Politiker
- Helen Blake (* 1951), jamaikanische Leichtathletin
- Hilary Blake (1950–2007), US-amerikanischer Singer-Songwriter
- Howard Blake (* 1938), englischer Filmkomponist

### J
- Jack Blake (* 1994), schottisch-englischer Fußballspieler
- Jacob Blake (* 1991), Afroamerikaner, Opfer von Polizeigewalt in den USA
- Jamal Blake, vincentischer Fußballspieler
- James Blake (Tennisspieler) (* 1979), US-amerikanischer Tennisspieler
- James Blake (Musiker) (* 1988), englischer Musiker
- James Carlos Blake (1943–2025), US-amerikanischer Autor
- James H. Blake (1768–1819), US-amerikanischer Politiker
- Jason Blake (* 1973), US-amerikanischer Eishockeyspieler
- Jean Blake Coulthard (1882–1933), kanadische Pianistin und Musikpädagogin
- Jerome Blake (* 1995), kanadischer Leichtathlet
- Jerry Blake (Jacinto Chabania; 1908–1961), US-amerikanischer Jazzmusiker
- Joaquín Blake y Joyes (1759–1817), spanischer General
- John Blake (Bürgermeister), irischer Politiker, Bürgermeister von Galway
- John Blake (Abenteurer) (1856–1907), irisch-US-amerikanischer Soldat und Abenteurer
- John Blake (Fechter) (1874–1950), britischer Fechter
- John Blake (1875–1933), walisischer Rugbyspieler, siehe Jere Blake
- John Blake (Rugbyspieler) (1933–1982), britischer Rugbyspieler
- John Blake (Violinist) (1947–2014), US-amerikanischer Jazz-Geiger
- John Blake (Journalist) (* 1948), britischer Journalist und Verleger
- John Blake (Pennsylvania) (* 1960), US-amerikanischer Politiker (Pennsylvania)
- John Blake (Footballtrainer) (1961–2020), US-amerikanischer Football-Trainer
- John Blake (Maskenbildner), Maskenbildner und Spezialeffektkünstler
- John Blake junior (1762–1826), US-amerikanischer Politiker (New York)
- John Blake Dillon (1814–1866), irischer Schriftsteller und Politiker
- John Aloysius Blake, irischer Politiker
- John L. Blake (1831–1899), US-amerikanischer Politiker
- Johnathan Blake (* 1976), US-amerikanischer Jazz-Schlagzeuger
- Jon Blake (Autor) (* 1954), englischer Kinderbuchautor
- Jon Blake (Schauspieler) (1958–2011), australischer Schauspieler
- Jordyn Blake (* 2000), neuseeländische Leichtathletin
- Joseph Blake (Gouverneur) (1663–1700), englischer Politiker, Gouverneur der Province of Carolina
- Joseph Blake (Botaniker) (1814–1888), amerikanischer Botaniker
- Joseph Henry Blake (1859–1951), englischer Schachspieler
- Josh Blake (Jushua Buxbaum; * 1975), US-amerikanischer Schauspieler
- Judith Blake (1926–1993), US-amerikanische Soziologin
- Julian Blake (1918–2005), US-amerikanischer Zeichner und Comic-Künstler

### K
- Katharine Blake (1921–1991), südafrikanische Schauspielerin
- Katharine Jex-Blake (1860–1951), britische Altphilologin und Lehrerin
- Keenan Blake (* 2003), niederländischer Leichtathlet
- Ken Blake, Pseudonym von Kenneth Bulmer (1921–2005), britischer Schriftsteller
- Kevin Blake (* 1960), neuseeländischer Gewichtheber

### L
- Lillie Devereux Blake (1835–1913), US-amerikanische Frauenrechtlerin und Autorin
- Lorna Blake (* 1953), puerto-ricanische Schwimmerin
- Louisa Aldrich-Blake (1865–1925), britische Chirurgin
- Lyman Reed Blake (1835–1889), US-amerikanischer Erfinder

### M
- Madge Blake (1899–1969), US-amerikanische Schauspielerin
- Marsha Stephanie Blake, US-amerikanische Schauspielerin jamaikanischer Herkunft
- Meredith Blake (1917–1985), US-amerikanische Jazzsängerin
- Michael Blake (Schriftsteller) (1945–2015), US-amerikanischer Schriftsteller
- Michael Blake (Musiker) (* 1964), kanadischer Jazzmusiker
- Michael I. Blake, US-amerikanischer Philosoph und Politikwissenschaftler
- Mike Blake (Michael Wilmer Blake; 1956–2022), kanadischer Eishockeytorwart

### N
- Nathan Blake (* 1972), walisischer Fußballspieler
- Nekeisha Blake (* 1987), Badmintonspielerin aus Trinidad und Tobago
- Nethaneel Mitchell-Blake (* 1994), britischer Sprinter
- Nicholas Blake (1904–1972), britischer Schriftsteller, siehe Cecil Day-Lewis
- Nick Blake, neuseeländischer Schauspieler
- Norman Blake (* 1938), amerikanischer Musiker, Sänger und Songwriter

### O
- Oliver Blake (1905–1992), US-amerikanischer Schauspieler

### P
- Pamela Blake (geb. Adele Pearce; 1915–2009), US-amerikanische Schauspielerin
- Paul Blake (Schauspieler, 1904) (1904–1960), britischer Schauspieler
- Paul Blake (Schauspieler, II) (* 1948/1949), britischer Schauspieler
- Paul Blake (Hockeyspieler) (* 1983), südafrikanischer Hockeyspieler
- Paul Blake (Leichtathlet) (* 1990), britischer Leichtathlet
- Peter Blake (Architekt) (1920–2006), US-amerikanischer Architekt
- Peter Blake (Künstler) (* 1932), britischer Künstler
- Peter Blake (Segler) (1948–2001), neuseeländischer Sportsegler
- Peter Blake (Schauspieler) (* 1951), britischer Schauspieler

### Q
- Quentin Blake (* 1932), englischer Cartoonist, Illustrator und Kinderbuchautor

### R
- Rachael Blake (* 1971), australische Schauspielerin
- Ran Blake (* 1935), US-amerikanischer Jazzmusiker und Komponist
- Randolph Blake (* 1945), US-amerikanischer Psychologie
- Rob Blake (Robert Bowlby Blake; * 1969), kanadischer Eishockeyspieler
- Robert Blake (Admiral) (1598–1657), englischer Admiral
- Robert Blake (Zahnmediziner) (1772–1822), britischer Zahnmediziner
- Robert Blake, Baron Blake (1916–2003), britischer Neuzeithistoriker und Hochschullehrer
- Robert Blake (Schauspieler)  (1933–2023), US-amerikanischer Schauspieler
- Robert Blake (Schriftsteller) (* 1948), US-amerikanischer Schriftsteller
- Robert Orris Blake (1921–2015), US-amerikanischer Diplomat und Botschafter
- Robert Orris Blake Jr. (* 1957), US-amerikanischer Diplomat und Botschafter
- Robert R. Blake (1918–2004), US-amerikanischer Wirtschaftswissenschaftler
- Ron Blake (* 1965), US-amerikanischer Jazzmusiker

### S
- Sam Blake, Pseudonym von Vanessa O’Loughlin, britisch-irische Literaturagentin und Schriftstellerin
- Sam Blake (Leichtathlet) (* 1995), australischer Mittelstreckenläufer
- Samuel Blake (1807–1887), US-amerikanischer Politiker und Geschäftsmann
- Seamus Blake (* 1970), englischer Jazz-Saxophonist
- Sian Blake (1972–2016), britische Schauspielerin
- Sidney Fay Blake (1892–1959), US-amerikanischer Botaniker
- Sophia Jex-Blake (1840–1912), britische Ärztin und Feministin
- Stacia Blake (* 1952), irische Tänzerin und Malerin
- Stanley Thatcher Blake (1910–1973), australischer Botaniker
- Steve Blake (* 1980), US-amerikanischer Basketballspieler
- Sylvan Ebanks-Blake (* 1986), englischer Fußballspieler

### T
- Tanya Blake (* 1971), maltesische Leichtathletin
- Thomas Blake (Tennisspieler) (* 1972), US-amerikanischer Tennisspieler
- Thomas Blake Glover (1838–1911), schottischer Kaufmann
- Thomas Edward Blake (1902–1994), US-amerikanischer Surfer, Athlet, Erfinder und Autor, siehe Tom Blake (Surfer)
- Thomas H. Blake (1792–1849), US-amerikanischer Politiker
- Tim Blake (Timothy Charles Gorrod Blake; * 1952), englisch-französischer Musiker
- Timothy Blake (Schauspielerin), US-amerikanische Schauspielerin und Regisseurin
- Toe Blake (1912–1993), kanadischer Eishockeyspieler und -trainer
- Tommy Blake (geb. Thomas Givens; 1931–1985), US-amerikanischer Musiker
- Tra Blake (* im 20. Jahrhundert), US-amerikanischer NFL-Schiedsrichter
- Trevor Blake (1937–2004), neuseeländischer Hockeyspieler

### V
- Vernon Blake (1875–1930), britischer Autor, Journalist, Maler, Bildhauer, Erfinder, Radfahrer und Bergsteiger

### W
- Wesley Blake (Cory James Weston; * 1987), amerikanischer Wrestler
- Whitney Blake (1926–2002), US-amerikanische Schauspielerin
- William Blake (1757–1827), englischer Dichter, Naturmystiker und Maler
- William Hume Blake (1809–1870), kanadischer Jurist und Politiker
- William J. Blake (1894–1968), US-amerikanischer Schriftsteller
- William Phipps Blake (1826–1910), US-amerikanischer Geologe und Mineraloge
- William Rufus Blake (1805–1863), kanadisch-US-amerikanischer Schauspieler

### Y
- Yohan Blake (* 1989), jamaikanischer Sprinter
- Yvonne Blake (1940–2018), britische Kostümbildnerin